# Sala capitular (Nació Navajo)

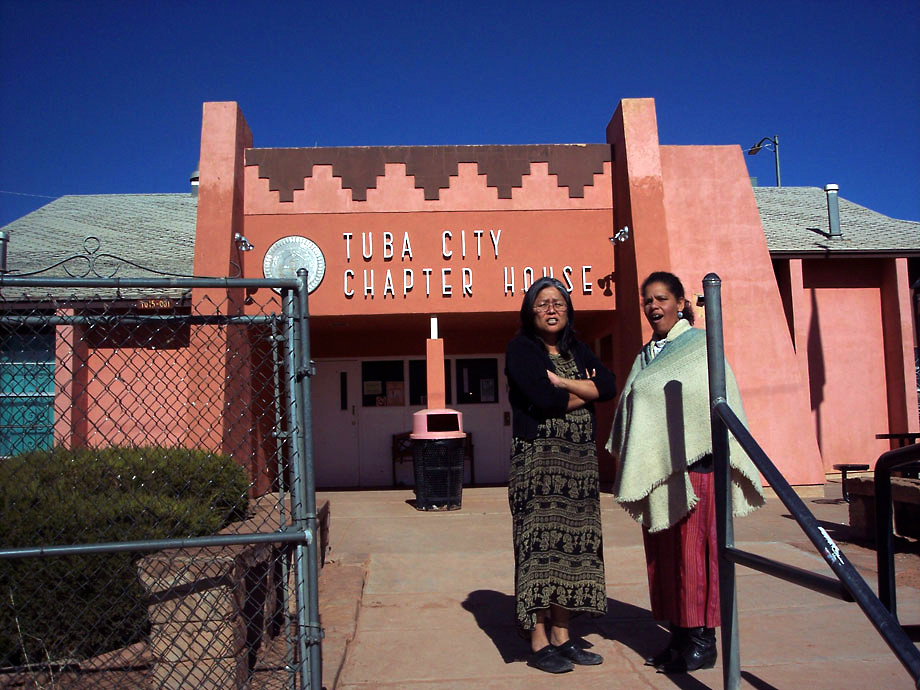
Sala Capitular Tuba City

Una Sala Capitular (navaho Áłah nidaʼadleeh dah bighan) és un lloc de trobada administrativa comunitària al territori de la Nació Navajo on els residents tenen un fòrum per expressar les seves opinions al seu Consell de la Nació Navajo delegat o per decidir sobre qüestions relatives al seu capítol. Pel gener de 2004 hi havia un total de 110 d'aquests llocs de trobada. Tanmateix, l'entrada donada als delegats durant aquestes reunions no és jurídicament vinculant.
John G. Hunter, superintendent de l'Agència Leupp, és acceptat generalment com el creador del sistema de capítols el 1922 en un intent de reforçar l'autodeterminació i el govern local navajo.